# Nederland (Teksas)
Nederland je grad u američkoj saveznoj državi Teksas. Prema popisu stanovništva iz 2010. u njemu je živjelo 17.547 stanovnika.